# Rio Verde Pequeno
O rio Verde Pequeno é um curso de água que banha os estados da Bahia e Minas Gerais. Nasce no povoado de Pau d'arco no município de Montezuma, em Minas Gerais e sua foz fica em Malhada também em Minas Gerais. 
É o principal afluente do Rio Verde Grande.